# پاوزی (دهانه)
پاوسی یک دهانه برخوردی در ماه‌ است. نام پاوسی به افتخار رادیوفیزیکدان و رادیو-اخترفیزیکدان استرالیایی جوزف پاوسی نام‌گذاری شده است . در سمت شمال شرقی پاوسی، دهانه برخوردی بزرگ کمپل و در سمت غربی آن، بریجمن قرار دارد.